# Lasiodiscus fasciculiflorus
Lasiodiscus fasciculiflorus är en brakvedsväxtart som beskrevs av Engl. Lasiodiscus fasciculiflorus ingår i släktet Lasiodiscus och familjen brakvedsväxter. Inga underarter finns listade i Catalogue of Life.